# Sandro Ruffini
Sandro Ruffini, né et mort à Rome (21 septembre 1889 - 29 novembre 1954), est un acteur italien. 
Il est apparu dans 64 films entre 1913 et 1954 et a également été actif au théâtre et à la radio. Connu pour sa  voix « aristocratique », il assure le doublage de nombreux acteurs étrangers pour les versions italiennes de leurs films, dont celle de Leslie Howard dans Autant en emporte le vent, de Clifton Webb dans  Laura et de Charlie Chaplin dans Les Feux de la rampe.

## Filmographie partielle
- 1940 : 
  - Melodie eterne de Carmine Gallone
  - Tutto per la donna de Mario Soldati
  - La Fille du corsaire : (La figlia del Corsaro Verde) d'Enrico Guazzoni
  - L'Intruse (Abbandono) de Mario Mattoli
- 1941 : 
  - Leçon de chimie à neuf heures ( Ore 9 lezione di chimica) de Mario Mattoli
  - Les Pirates de Malaisie (I pirati della Malesia) d'Enrico Guazzoni
  - Beatrice Cenci de Guido Brignone
- 1942 : Fédora de Camillo Mastrocinque
- 1945 : Au diable la misère ( Abbasso la miseria!) de Gennaro Righelli
- 1946 : Le Témoin  (Il testimone) de Pietro Germi
- 1948 : Le Dernier Fiacre de Raoul André et Mario Mattoli
- 1948 : L'Homme au gant gris (L'uomo dal guanto grigio) de Camillo Mastrocinque
- 1950 :
  - Cœurs sans frontières (Cuori senza frontiere) de Luigi Zampa
  - Naples millionnaire (Napoli milionaria) de Eduardo De Filippo
  - Le due sorelle de  Mario Volpe
- 1951 : Salvate mia figlia de Sergio Corbucci
- 1953 : Les Héros du dimanche (Gli eroi della domenica) de Mario Camerini
- 1954 : 
  - Orient-Express de Carlo Ludovico Bragaglia
  - L'Affaire Maurizius de Julien Duvivier
  - Les Deux Orphelines (Le due orfanelle) de Giacomo Gentilomo.